# والتر لگ
والتر لِـگ (انگلیسی: Walter Legge؛ ۱ ژوئن ۱۹۰۶ – ۲۲ مارس ۱۹۷۹) تهیه‌کننده موسیقی، و آهنگساز اهل بریتانیا بود.
او عمدتا با شرکت ئی‌ام‌آی همکاری می‌کرد و بسیاری از ساخته‌هایش که اینک به‌عنوان آثاری کلاسیک در نظر گرفته می‌شوند، تحتِ عنوانِ «ضبط‌های بزرگ قرن» توسط آن شرکت بازنشر شده‌اند.
او کارش را به عنوان منتقد موسیقی در گاردین آغاز کرد و مدتی دستیار سِر توماس بیچام در تالار اپرای سلطنتی لندن و کاونت گاردن بود.